# 卢森堡国际银行
卢森堡国际银行是一家卢森堡银行。

## 历史
1856年成立，是卢森堡的主要银行，1991年被德克夏银行收购，2012年又以7.3亿欧元价格转给Precision Capital.
2017年联想控股14.84亿欧元收购卢森堡国际银行89.936%股权，卢森堡政府占用9.993%股权。